# Kriens
Kriens är en stad och kommun i distriktet Luzern-Land i kantonen Luzern i Schweiz. Kommunen har 29 632 invånare (2023).
Kriens är en förortskommun till Luzern och är sammanvuxet med både Luzern och Horw. I den västra delen av kommunen ligger ortsdelen Obernau.
En majoritet (89,5 %) av invånarna är tyskspråkiga (2014). 60,0 % är katoliker, 12,6 % är reformert kristna och 27,5 % tillhör en annan trosinriktning eller saknar en religiös tillhörighet (2014).